# Veikko Karvonen
Veikko Karvonen   (Gromovo, 5 de gener de 1926 - Turku, 1 d'agost de 2007) va ser un atleta finlandès, especialista en curses de fons, que va competir durant les dècades de 1940 i 1950.
El 1952 va prendre part en els Jocs Olímpics d'Estiu de Hèlsinki, on fou cinquè en la marató del programa d'atletisme. Quatre anys més tard, als Jocs de Melbourne, guanyà la medalla de bronze en la mateixa prova, en finalitzar rere Alain Mimoun i Franjo Mihalić.
En el seu palmarès destaca una medalla d'or en la marató del Campionat d'Europa d'atletisme de 1954, per davant dels soviètics Boris Grishayev i Ivan Filin, i una de plata en l'edició de 1950, rere Jack Holden. El 1951 guanyà el campionat nacional de marató, el 1951, 1953 i 1955 es proclamà campió nòrdic i el 1957 va guanyar la marató de Boston, entre d'altres victòries destacades.

## Millors marques
- marató. 2h 18' 56" (1956)[1][5]